# (3968) Koptelov
(3968) Koptelov es un asteroide perteneciente al cinturón de asteroides, descubierto el 8 de octubre de 1978 por la astrónoma soviética Liudmila Chernyj desde el Observatorio Astrofísico de Crimea (República de Crimea), Rusia).

## Designación y nombre
Designado provisionalmente como  1978 TU5. Fue nombrado Koptelov en honor al escritor ruso Afanasi Koptelov.